# دولت شانلو (شهرستانة)
دولت شانلو (بالفارسية: دولت شانلو) هي قرية تقع في إيران في قسم شهرستانة الريفي. يقدر عدد سكانها بـ 309 نسمة بحسب إحصاء 2016.